# Nueva Biblioteca de Autores Españoles
La Nueva Biblioteca de Autores Españoles es una colección de obras clásicas de la literatura española que pretendía continuar una anterior, la editada entre 1846 y 1880 por Manuel Rivadeneyra y su hijo Adolfo Ribadeneyra en 71 volúmenes bajo el título de Biblioteca de Autores Españoles (B. A. E.).

## Historia
En 1905 el polígrafo y crítico Marcelino Menéndez Pelayo quiso ampliar la colección anterior con nuevos títulos bajo el general de Nueva Biblioteca de Autores Españoles y la dirigió hasta el vol. xx (Madrid: Bailly-Baillière, 1905-1918, 26 tomos). Después, en los años veinte, la continuó otra colección de diez volúmenes bajo el título de Los Clásicos Olvidados, aunque con el subtítulo de «Nueva Biblioteca de Autores Españoles»; pero ya se trataba en realidad de otra colección distinta, aunque también de clásicos, dirigida en la Compañía Ibero-Americana de Publicaciones (CIAP) por Pedro Sainz Rodríguez, caracterizada porque no publicaba obras completas ni antologías o selecciones, sino textos sueltos.
Por último la Editorial Atlas, dirigida por Ciriaco Pérez Bustamante de la Vega, decidió reasumir el proyecto original de Ribadeneyra desde 1954 y reimprimió y amplió la colección completa hasta 1999, un número total de 305 volúmenes. Los tomos de esta Nueva Biblioteca de Autores Españoles (la continuación de la original de Manuel Rivadeneyra) contenían textos interesantes aunque más breves que los de la serie original, sin intentar abarcar géneros y épocas enteras («Novelistas anteriores a Cervantes», por ejemplo).

## Volúmenes publicados
- Manuel Serrano y Sanz, Orígenes de la dominación española en América. Estudios históricos. Tomo primero. Madrid: Bailly-Baillière, 1918.
- Jaime Sala (ed.), Obras místicas del P. Fr. Juan de los Ángeles. Madrid: Bailly-Baillière, 1912 y 1917, 2 vols.
- Emilio Cotarelo y Mori (ed.), Colección de entremeses, loas, bailes, jácaras y mojigangas, desde fines del siglo xvi a mediados del xviii. Madrid: Bailly-Baillière, 1911, 2 vols. xvii y xviii.
- Marcelino Menéndez Pelayo, Orígenes de la novela. Madrid: Bailly-Baillière, 1905, 1907, 1910 y 1915, 4 vols.
- Fray José de Sigüenza, Historia de la Orden de San Jerónimo: publicada con un elogio de Fr. José de Sigüenza por D. Juan Catalina García. Madrid: Bailly-Baillière e Hijos, 1907 y 1909.
- Manuel Serrano y Sanz (ed.), Historiadores de Indias. Madrid: Bailly-Baillière e hijos, 1909.
- Emilio Cotarelo y Mori (ed.), Comedias de Tirso de Molina. Madrid: Bailly-Baillière e Hijos, 1906 y 1907, 2 vols.
- Ramón Menéndez Pidal (ed.), Primera crónica general: Estoria de España que mandó componer Alfonso el Sabio y se continuaba bajo Sancho IV en 1289. Madrid: Bailly-Baillière e Hijos, 1906. Tomo i, vol. v.
- Adolfo Bonilla y San Martín (ed.), Libros de caballerías. Madrid: Bailly-Baillière e Hijos, 1907, 2 vols.
- Manuel Serrano y Sanz, Autobiografías y memorias. Madrid: Bailly-Baillière e Hijos, 1905.
- Alonso de Cabrera, Sermones de Alonso de Cabrera, de la orden de predicadores: con un discurso preliminar de don Miguel Mir. Madrid: Bailly-Baillière e Hijos, 1906.
- Raymond Foulché Delbosc (ed.), Cancionero castellano del siglo xv. Madrid: Bailly-Baillière, 1912-1915, 2 vols.
- Miguel Mir (ed.), Escritores místicos españoles. Madrid: Bailly-Baillière, 1911.
- Antonio Rodríguez Villa (ed.), Crónicas del Gran Capitán. Madrid: Librería Editorial de Bailly-Baillière e Hijos, 1908.
- Ramón de la Cruz, Sainetes de Don Ramón de la Cruz en su mayoría inéditos. Colección ordenada por D. Emilio Cotarelo y Mori. Madrid: Bailly-Baillière, 1915, 2 vols.